# Brandon Ghee
Brandon Ghee (Spotsylvania, 6 giugno 1987) è un ex giocatore di football americano statunitense che ha militato nel ruolo di cornerback nella National Football League (NFL). Fu scelto nel corso del terzo giro (96º assoluto) del Draft NFL 2010 dai Cincinnati Bengals. Al college ha giocato a football alla Wake Forest University.

## Carriera

### Cincinnati Bengals
Ghee fu scelto nel corso del terzo giro del Draft NFL 2010 dai Cincinnati Bengals. Nella sua stagione da rookie disputò 7 partite, nessuna delle quali come titolare, mettendo a segno 9 tackle. Nel 2011, Ghee fece registrare un solo tackle in sei presenze. Il 24 agosto 2012 fu inserito in lista infortunati a causa di un infortunio al polso che gli fece perdere l'intera annata.

### San Diego Chargers
Il 13 marzo 2014, Ghee firmò un contratto biennale con i San Diego Chargers.